# Xarípovo
Xarípovo (en rus Шарыпово) és una ciutat del krai de Krasnoiarsk, a Rússia. Es troba a 414 km a l'oest de Krasnoiarsk.

## Història
Fou fundada el 1760. La ciutat està formada per dues parts, la part antiga formada per cases de fusta, i la part moderna, on hi ha els actuals centres d'ensenyament. Del 1985 al 1988 la vila s'anomenà Txernenko, en honor de Konstantín Txernenko, mort el 1985.

## Demografia
| 1959  | 1979  | 1989   | 2002   | 2010   | 2012   | 2015   |
| ----- | ----- | ------ | ------ | ------ | ------ | ------ |
| 3 329 | 6 178 | 39 771 | 41 532 | 38 561 | 37 988 | 37 230 |